# Tokyo University of Science

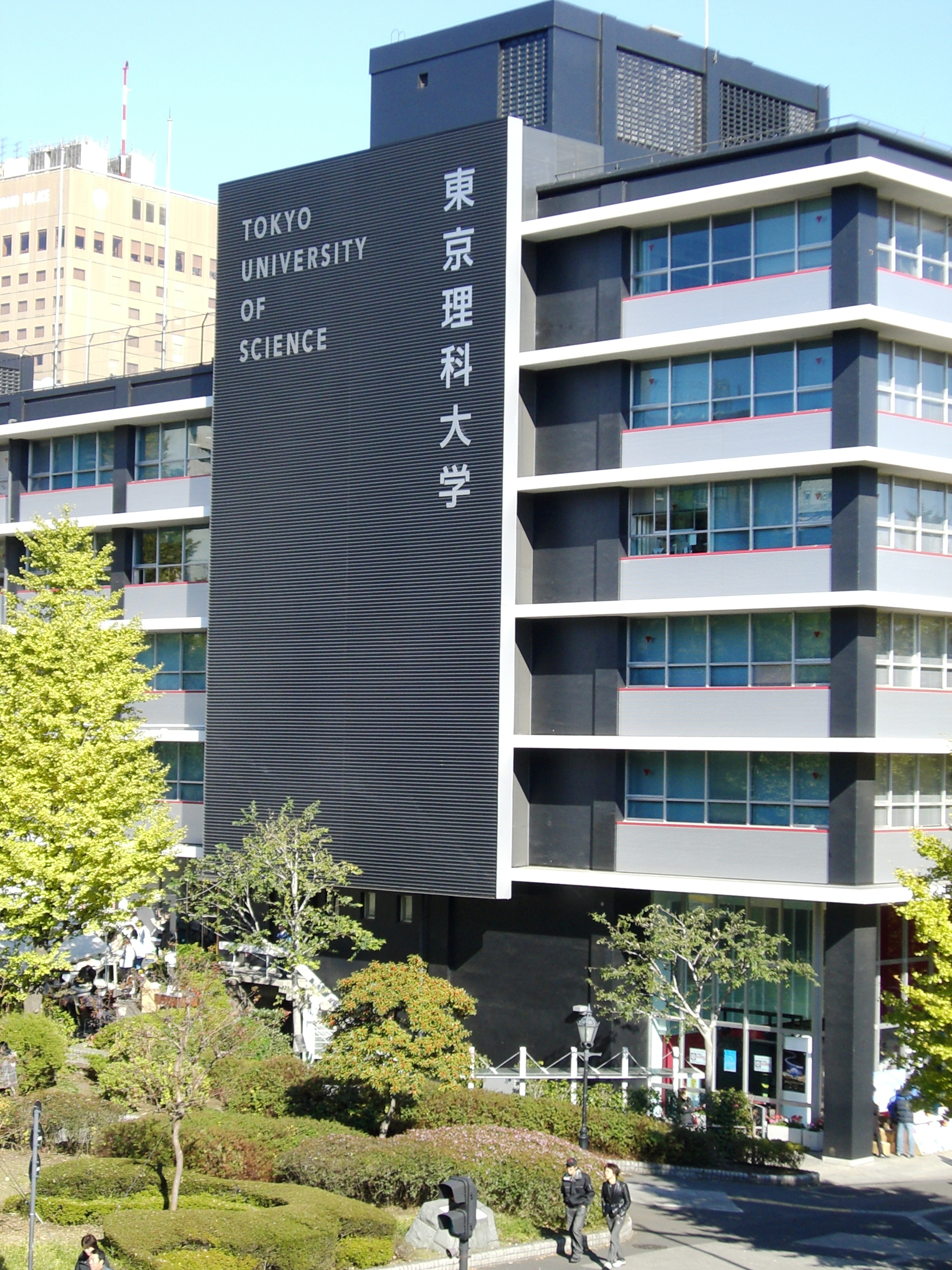
Kudan Campus, tillhörande Tokyo University of Science

Tokyo University of Science (東京理科大学 Tōkyō Rika Daigaku, före detta "Science University of Tokyo") är ett privat universitet med inriktning mot vetenskap och teknik i Shinjuku, Tokyo, Japan. Universitetet kallas i folkmun också för Rikadai (理科大) och Ridai (理大). 

## Kända före detta elever
- Ryu Ota (1930 – 2009), politiker[3]
- Fushigi Yamada  (1959 – ), röstskådespelare[4][5]
- Satoshi Ōmura (1935– ), biokemist och nobelpristagare i medicin 2015